# Lady and Gent
Lady and Gent (br Homem de Peso) é um filme estadunidense de 1932, do gênero drama, dirigido por Stephen Roberts. Recebeu uma indicação ao Oscar, na categoria de Melhor Roteiro Original.

## Sinopse
Stag Bailey é um veterano campeão de boxe que vive com Puff Rogers, a anfitriã de um clube noturno. Stag perde sua derradeira luta para o jovem Buzz Kinney e, na sequência, seu treinador Pin Streaver é morto durante uma operação policial. Por se sentirem de certa forma culpados, Stag e Puff adotam Ted, o filho de Pin, e mudam-se para uma pequena cidade do interior, onde tentam impedir que Ted siga os passos do pai.

## Elenco
| Ator/Atriz       | Personagem   |
| ---------------- | ------------ |
| George Bancroft  | Stag Bailey  |
| Wynne Gibson     | Puff Rogers  |
| Charles Starrett | Ted Streaver |
| James Gleason    | Pin Streaver |
| John Wayne       | Buzz Kinney  |
| Morgan Wallace   | Cash Enright |
| James Crane      | McSweeley    |

## Principais prêmios e indicações
| Prêmio            | Categoria(s) Indicada(s) | Categoria(s) Premiada(s) |
| ----------------- | ------------------------ | ------------------------ |
| Oscar (1931-1932) | Melhor Roteiro Original  | ---                      |